# Ати (Златна обала)
Ати (фр. Athie) насеље је и општина у источном делу централне Француске у региону Бургундија-Франш-Конте, у департману Златна обала која припада префектури Монбар.
По подацима из 2011. године у општини је живело 88 становника, а густина насељености је износила 14,86 становника/km². Општина се простире на површини од 5,92 km². Налази се на средњој надморској висини од 214 метара (максималној 403 m, а минималној 210 m).

## Демографија
| 1962. | 1968. | 1975. | 1982. | 1990. | 1999. | 2011. |
| ----- | ----- | ----- | ----- | ----- | ----- | ----- |
| 86    | 88    | 76    | 74    | 70    | 92    | 88    |

График промене броја становника у току последњих година